# USP19
USP19‏ (Ubiquitin specific peptidase 19) هوَ بروتين يُشَفر بواسطة جين USP19 في الإنسان.